# راجاس مع كريمة
راجاس مع كريمة (بالإسبانية: Rajas con crema)‏ (الاسم يعني حرفيًا "شرائح" باللغة الإسبانية) هو طبق مكسيكي يتكون من فلفل بوبلانو مقطع مع الكريمة. وهو مشهور جدًا في المكسيك، وخاصة في الأجزاء الوسطى والجنوبية من البلاد. وهو أحد الأطباق الأكثر شيوعًا أثناء حفلات التاكو، جنبًا إلى جنب مع التينجا والمولي والتشيتشارون والباباس كون تشوريزو.

## التحضير
يُحضر الطبق بتحميص الفلفل وتقشيره وتقطيعه إلى شرائح، وقليه مع البصل المقطع، وطهي الخليط على نار هادئة مع الكريمة. في بعض الأحيان يُضاف مرق الدجاج للنكهة. وعادة تستخدم الوصفة الأصلية فلفل بوبلانو، على الرغم من وجود وصفات تستخدم أيضًا عدة أنواعً أخرى من الفلفل الأخضر. يُنصح بأن يكون الفلفل الحار ناضجأ تمامًا وداكن اللون للغاية، ويجب تحميصه بالكامل على نار مباشرة أو على كومال، وهي طريقة مكسيكية شهيرة تسمى تاتيمادو -تسمى بلغة الناواتل، تلاتيماتي- ومن ثم يقلب ويحمص جميع أجزاء الفاكهة حتى تفتح القشرة. ومن ثم تُنقع في كيس، وتُنزع العروق، وتُزال البذور، وتُقشر وتُقطع إلى شرائح رفيعة. تُقلى مع البصل، المقطوع أيضًا إلى شرائح رفيعة، في المقلاة وتُطهى على نار خفيفة مع الكريمة الثقيلة. يمكن إضافة حبات الذرة الطرية والثوم أو الجبن اختياريًا. في بعض الأحيان، يتضاف أيضًا قطيفة أو لحم الدجاج المفتت أو مرق الدجاج.